# Скелянский
Скелянский — хутор в Куйбышевском районе Ростовской области. 
Входит в состав Куйбышевского сельского поселения. 

## Население
| 2010 |
| ---- |
| 2    |

По данным переписи 1926 года по Северо-Кавказскому краю, на хуторе числилось 19 хозяйств и 126 жителей (57 мужчин и 69 женщин), из которых все 126 — украинцы.

## Улицы
На хуторе имеется одна улица: Скелянская.